# Tambunen
Tambunen is een bestuurslaag in het regentschap Deli Serdang van de provincie Noord-Sumatra, Indonesië. Tambunen telt 420 inwoners (volkstelling 2010).